# 電光石夏
『電光石夏』（でんこうせっか）は、1998年8月5日にSony Recordsよりリリースされた、TOKIOのミニアルバム。

## 概要
TOKIOがリリースした唯一のミニアルバムで、Johnny's netではミニアルバムとして扱われ、オリコンチャートでもアルバムチャートにランクインしたものの、収録曲数は実質シングルと変わらず、販売価格もマキシシングルとほぼ同じであり、Sony Musicによるディスコグラフィでは「マキシシングル」と表記されている。

## 批評
| 専門評論家によるレビュー | 専門評論家によるレビュー |
| レビュー・スコア         | レビュー・スコア         |
| 出典                     | 評価                     |
| ------------------------ | ------------------------ |
| CDジャーナル             | 肯定的                   |

CDジャーナルは、「アレンジに佐久間正英を迎えつつ、長瀬クンの歌だけでなくジャニーズ伝統のユニゾン・コーラスも聴かせつつミュージシャンシップを感じさせます。」と肯定的に評価している。

## 収録曲
| 全作曲: 樋口了一。 |                                           |                    |            |            |      |
| #                  | タイトル                                  | 作詞               | 作曲・編曲 | 編曲       | 時間 |
| 1.                 | 「大波小波Rock'n Roll」                   | 樋口了一・国分太一 | 樋口了一   | 佐久間正英 | 4:09 |
| 2.                 | 「A Long Way Home」                       | 樋口了一           | 樋口了一   | 佐久間正英 | 4:02 |
| 3.                 | 「GATTEN!」                               | 樋口了一           | 樋口了一   | 森俊之     | 3:57 |
| 4.                 | 「大波小波Rock'n Roll」(Original Karaoke) |                    | 樋口了一   |            | 4:09 |
| 合計時間:          | 合計時間:                                 | 合計時間:          | 合計時間:  | 16:17      |      |

## メディアでの使用
| # | 曲名                    | タイアップ                                 | 出典 |
| - | ----------------------- | ------------------------------------------ | ---- |
| 1 | 「大波小波Rock'n Roll」 | フマキラー『ベープ』CMソング               |      |
| 1 | 「大波小波Rock'n Roll」 | 日本テレビ系『ザ!鉄腕!DASH!!』テーマソング |      |
| 2 | 「A Long Way Home」     | SUZUKI『カルタスワゴン』TV-CMソング        |      |

## 参加ミュージシャン

### TOKIO
- Keyboards：国分太一
- Bass：山口達也
- Vocal：長瀬智也
- Drums：松岡昌宏
- Guitar：城島茂